# أندريا ماندورليني (لاعب كرة قدم مواليد 1991)
أندريا ماندورليني (بالإيطالية: Andrea Mandorlini)‏ هو لاعب كرة قدم إيطالي في مركز الوسط، ولد في 14 فبراير 1991. لعب مع نادي أسكولي.